# 1981 Midas
1981 Midas è un asteroide near-Earth del diametro medio di circa 3,4 km. Scoperto nel 1973, presenta un'orbita caratterizzata da un semiasse maggiore pari a 1,7759329 UA e da un'eccentricità di 0,6502366, inclinata di 39,83300° rispetto all'eclittica.
L'asteroide è dedicato a Mida, il mitologico re della Frigia che aveva il dono di trasformare in oro qualsiasi cosa toccasse.